# Mieczysław Puchalski
Mieczysław Puchalski (ur. 23 maja 1954) – polski piłkarz.
Wychowanek Resovii. Grający na pozycji bramkarza zawodnik, zaliczył 17 występów w ekstraklasie w barwach ŁKS-u Łódź, będąc w tym okresie zmiennikiem słynnego Jana Tomaszewskiego.
Był reprezentantem kadry U-18, z którą w 1972 wywalczył brązowy medal mistrzostw Europy.